# Ministerio de Transportes y Comunicaciones del Perú
El Ministerio de Transportes y Comunicaciones del Perú (MTC) es el órgano del Estado Peruano que busca lograr un racional ordenamiento territorial vinculado a las áreas de recursos, producción, mercados y centros poblados, a través de la regulación, promoción, ejecución y supervisión de la infraestructura de transportes y comunicaciones. Su sede principal se ubica en Lima, Perú. Desde el 13 de mayo de 2025, el ministro de Transportes y Comunicaciones es César Sandoval Pozo.

## Historia
Desde el 24 de diciembre de 1896, funcionó en la Secretaría de Fomento (luego Dirección de Fomento) dentro del Ministerio de Fomento y Obras Públicas, por lo tanto la historia inicial del MTC es la misma que la del sector Fomento y Obras Públicas. Luego con el gobierno de Juan Velasco Alvarado adquirió el nombre de Ministerio de Transportes y Comunicaciones.
El 11 de mayo de 1992 se fusionó con el Ministerio de Vivienda y Construcción con el gobierno de Alberto Fujimori. Finalmente desde el 10 de julio del 2002 volvió a adquirir su actual nombre.

## Funciones
1. Diseñar, normar y ejecutar la política de promoción y desarrollo en materia de Transportes y Comunicaciones.
2. Formular los planes nacionales sectoriales de desarrollo.
3. Fiscalizar y supervisar el cumplimiento del marco normativo relacionado con su ámbito de competencia.
4. Otorgar y reconocer derechos a través de autorizaciones, permisos, licencias y concesiones.
5. Orientar en el ámbito de su competencia el funcionamiento de los Organismos Públicos Descentralizados, Comisiones Sectoriales y Multisectoriales y Proyectos o entidades similares que los constituyan.
6. Planificar, promover y administrar la provisión y prestación de servicios públicos, de acuerdo a las leyes de la materia.
7. Cumplir funciones ejecutivas en todo el territorio nacional directamente o mediante proyectos especiales o entidades similares que los sustituyan respecto a las actividades que se señalan en su Reglamento de Organización y Funciones.

## Organización
- Secretaria General
- Viceministerio de Transportes
  - Dirección General de Aeronáutica Civil
  - Dirección General de Transporte Acuático
  - Dirección General de Caminos Y Ferrocarriles
  - Dirección General de Transporte Terrestre
  - Dirección General de Asuntos Socio-Ambientales
  - Dirección General de Programas y Proyectos de Transportes
  - PROVIAS Nacional
  - PROVIAS Descentralizado
  - Autoridad de Transporte Urbano (ATU)
  - Autoridad Portuaria Nacional
  - Superintendencia de Transporte Terrestre de Personas, Carga Y Mercancías
  - Programa Nacional de Transporte Urbano Sostenible
  - CORPAC S.A.
  - ENAPU S.A.
  - SERPOST S.A.
- Viceministerio de Comunicaciones
  - Dirección General de Regulación y Asuntos Internacionales de Comunicación
  - Dirección General de Concesiones en Comunicaciones
  - Dirección General de Autorizaciones en Telecomunicaciones
  - Dirección General de Control y Supervisión de Comunicaciones
- Comisión Consultiva de Transportes
- Secretaría Técnica del FITEL

## Órganos adscritos al Ministerio

### Organismos
- Superintendencia de Transporte Terrestre de Personas, Carga y Mercancías (SUTRAN): Es un organismo encargado de regular las actividades del transporte de personas, carga y mercancías.
- Proyecto Especial de Infraestructura de Transporte (PROVIAS) - Nacional y Descentralizado: Organismo encargado de la administración de la infraestructura del transporte en Perú.
- Consejo Consultivo de Radio y Televisión (CONCORTV): Es un organismo consultivo cuya finalidad es contribuir con el desarrollo de la radio y televisión en el Perú.
- Programa Nacional de Telecomunicaciones (Pronatel): Organismo que se encarga del desarrollo de la infraestructura de telecomunicaciones en el Perú.

### Autoridades
- Autoridad Portuaria Nacional (APN): Es organismo que promueve el desarrollo y control de los puertos.
- Autoridad de Transporte Urbano para Lima y Callao (ATU): Es un organismo técnico especializado y autónomo cuya misión es integrar y articular el transporte público urbano en las provincias de Lima y Callao.
- Programa Nacional de Transporte Urbano Sostenible (Promovilidad): Es un organismo encargado de promover sistemas integrados de transporte en las ciudades, siendo como el ente rector de transporte urbano en las ciudades peruanas.[2]

### Empresas
- Corporación Peruana de Aeropuertos y Aviación Comercial S.A. (CORPAC S.A.): Es una empresa estatal de derecho privado dedicada a los servicios de navegación aérea y aeroportuarios.
- Empresa Nacional de Puertos S.A. (ENAPU S.A.): Es una empresa estatal de derecho privado dedicada a la administración, operación y mantenimiento de los puertos.
- Servicios Postales del Perú S.A. (SERPOST S.A.): Es una empresa estatal de derecho privado dedicada a la prestación de los servicios postales a nivel nacional e internacional.

### Anterior
- Autoridad Autónoma del Sistema Eléctrico de Transporte Masivo de Lima y Callao (AATE): Fue el organismo encargado de la ejecución de las obras del Metro de Lima y Callao. Dependió del gobierno central entre 1986 hasta su fusión con la ATU en 2019, con un lapso entre 2001 y 2009 que fue transferido a la Municipalidad Metropolitana de Lima.
- Compañía Peruana de Teléfonos (CPT): Fue una empresa estatal encargada de los servicios de telefonía, telecomunicaciones y televisión por cable, que operaba solo en el área metropolitana de Lima. Fue privatizado en 1993.
- Empresa Nacional de Telecomunicaciones del Perú (ENTEL PERU): Fue una empresa estatal encargada de los servicios de telecomunicaciones y televisión satelital, que operaba a nivel nacional fuera del ámbito de la CPT.
- Empresa Nacional de Transporte Urbano (ENATRU): Fue una empresa estatal encargada del transporte urbano en distintos departamentos del Perú.
- Proyecto Especial para la preparación y desarrollo de los XVIII Juegos Panamericanos y Sextos Juegos Parapanamericanos Lima 2019: Corporación encargada de ejecutar las obras con el fin de lograr la organización óptima de los Juegos Panamericanos y Parapanamericanos Lima 2019.
- Proyecto Especial Legado Juegos Panamericanos y Parapanamericanos (Legado): Es un organismo encargado de velar por el cuidado de la infraestructura y mobiliario utilizado durante los Juegos Panamericanos de 2019, posteriormente fue transferido a la Presidencia del Consejo de Ministros.
- Secretaría Técnica del Consejo de Transporte de Lima y Callao: Organismo encargado de identificar las problemáticas y buscar soluciones al transporte urbano en Lima y Callao, con el fin de evitar conflicto entre los municipios.